# フレズノ・ビー
フレズノ・ビー（英語: The Fresno Bee）とはカリフォルニア州フレズノや米国州のサンホアキン・バレーにある周辺の郡をカバーしている日刊新聞である。マクラッチーカンパニーが発行しており、同社の新聞の中で四番目の発行数を誇っている。
1922年にサクラメント・ビーの二代目編集長であるジェームズ・マクラッチーの息子であるマクラッチー兄弟のチャールズ・ケニー(C.K.)とバレンタイン・スチュアート(V.S.)が創刊した
。C.K.のただ一人の息子であるカルロス・マクラッチーがフレズノ・ビーの初代編集長に抜擢された。2紙のセントラル・バレーの新聞は家族の所有権や編集哲学で密接に繋がっていて、後にマクラッチーカンパニーとして成長することになりその中核を担うことになる。1926年、マクラッチーはフレズノにおいてより歴史の古い新聞であるリパブリカンを買収した。フレズノ・リパブリカンは1876年にチェスター・A・ローウェル博士と投資家で起業家のフランク・デュジーを含む投資家グループが創刊した。1932年、ビーはフレズノ・リパブリカンと購読者を引き継いだ上で合併した。
新聞のウェブサイトバージョンは1996年から始まっている。2005年11月、オンライン業務を他の部門に統合した。ビーはニューヨーク・タイムズの例を持ち出し、他の新聞もデジタルと紙媒体のジャーナリズムの世界での創造的な強みを兼ね備えて欲しいと願っている。